# 索羅基 (布恰奇區)
49°0′29″N 25°22′23″E / 49.00806°N 25.37306°E
索羅基（烏克蘭語：Сороки）是位於烏克蘭西部特諾皮爾州裏喬爾特基夫區的村莊，面積3.34平方公里，2001年人口1,248，人口密度每平方公里373.7人。